# كيم ا. شتاينر
كيم ا. شتاينر مواليد 1953 (بالإنجليزية: Kim E. Steiner)‏ هو عالم نبات جنوب أفريقي.
من النباتات التي وصفها:
- زقين التلال
- زقين ثنائي اللون
- زقين جبلي جنوبي
- زقين زائدي
- زقين صغير
- زقين عطري
- زقين عقدي
- زقين قصير
- زقين مبقع
- زقين مضلل
- زقين مميز
- زقين أليف الرمال (الاسم العلمي:Diascia arenicola)
- زقين جميل (الاسم العلمي:Diascia speciosa)
- زقين رقيق (الاسم العلمي:Diascia tenuis)
- زقين صغير الزهرة (الاسم العلمي:Diascia micrantha)
- زقين ضيق الثمار (الاسم العلمي:Diascia stenocarpa)
- زقين غربي (الاسم العلمي:Diascia occidentalis)
- زقين كثير الأزهار (الاسم العلمي:Diascia floribunda)
- زقين متغير (الاسم العلمي:Diascia variabilis)
- (الاسم العلمي:Diascia albicornis)
- (الاسم العلمي:Diascia albiloba)
- (الاسم العلمي:Diascia bicornuta)
- (الاسم العلمي:Diascia catheriniae)
- (الاسم العلمي:Diascia dilatata)
- (الاسم العلمي:Diascia dimorpha)
- (الاسم العلمي:Diascia grantiana)
- (الاسم العلمي:Diascia grantii)
- (الاسم العلمي:Diascia batteniana)
- (الاسم العلمي:Diascia caitliniae)
- (الاسم العلمي:Diascia ellaphieae)
- (الاسم العلمي:Diascia esterhuyseniae)
- (الاسم العلمي:Diascia hexensis)
- (الاسم العلمي:Diascia lewisiae)
- (الاسم العلمي:Diascia whiteheadii)